# Tour du Guatemala
Le Tour du Guatemala (en espagnol : Vuelta a Guatemala) est une course cycliste par étapes disputée au Guatemala. Il est organisé par la fédération guatémaltèque de cyclisme. Créé en 1957, il a intégré le calendrier de l'Union cycliste internationale en 2002. Après une édition 2005 annulée à cause de l'ouragan Stan, il fait partie de l'UCI America Tour depuis 2006, en catégorie 2.2.
Lors de l'édition 2004, neuf coureurs ont fait l'objet de contrôles antidopage positifs à la testostérone ou à l'EPO, dont les quatre premiers du classement général : Lizandro Ajcú (vainqueur), Noel Vásquez (2e), Carlos López González (3e), Federico Muñoz (4e), Yeison Delgado (7e), Nery Velásquez (9e), José Reynaldo Murillo (15e), David Calanche (17e), Abel Jocholá (32e). Tous sont déclassés et se voient prononcer des suspensions. Plusieurs entraîneurs sont également sanctionnés par des peines de suspension d'un an ou à vie,.
L'édition 2011 est annulée par les organisateurs, peu de temps avant le début de l'épreuve. Des pluies diluviennes ont détérioré les routes du parcours et pour la sécurité des coureurs, l'épreuve a dû être annulée (les routes ne pouvant être remises en état dans un laps de temps aussi court). La 52e édition a lieu au mois de mai 2012.
En raison de la pandémie de pandémie de Covid-19, 2021 est aussi une année où le Tour du Guatemala n'est pas disputé.

## Palmarès

### Podiums[10]
| Année            | Vainqueur                 | Deuxième                | Troisième                   |
| ---------------- | ------------------------- | ----------------------- | --------------------------- |
| 1957             | Jorge Surqué              | Jorge Armas             | Román Teja                  |
| 1958             | Hernán Medina Calderón    | Honorio Rúa             | Roberto Buitrago            |
| 1959             | Aureliano Cuque           | Jorge Surqué            | Carlos Rafael González      |
| 1960             | Jorge Luque               | Eduardo Bustos          | Aureliano Cuque             |
| 1961             | Aureliano Cuque           | Rogelio Hernández       | José Manuel López Rodríguez |
| 1962             | Esteban Martín            | Joel Aquino             | Sabas Cervantes             |
| 1963             | Juan Pontaza              | Sabas Cervantes         | Joel Aquino                 |
| 1964             | Rubén Darío Gómez         | Pablo Hernández         | Juan Pontaza                |
| 1965             | José Segú                 | Ventura Díaz            | Luís Enrique Pineda         |
| 1966             | Saturnino Rustrián        | Joel Aquino             | Gustavo Rincón              |
| 1967             | Benigno Rustrián          | Jorge Colindres         | Saturnino Rustrián          |
| 1968             | Manuel Galera             | Gustavo Rincón          | Saturnino Rustrián          |
| 1969             | Fulgencio Sánchez         | Enrique Sahagún         | Josep Albelda Tormo         |
| 1970             | Josep Albelda Tormo       | Juan Manuel Santisteban | Antonio Menéndez            |
| 1971             | Mario Nufio               | Virgilio Pineda         | Saturnino Rustrián          |
| 1972             | Samuel Herrera            | Saturnino Rustrián      | Mario Nufio                 |
| 1973             | Luis Leonardo Tovar       | Carlos Campaña          | Alberto Duarte              |
| 1974 Non disputé |                           |                         |                             |
| 1975             | Manuel Cejas              | Areliano Hernandez      | Tito Lugo                   |
| 1976             | José Patrocinio Jiménez   | Wilfredo Insuasti       | Carlos Siachoque            |
| 1977             | José Patrocinio Jiménez   | Carlos Siachoque        | Luis Enrique Murillo        |
| 1978 Non disputé |                           |                         |                             |
| 1979             | Bernardo Colex            | Tito Lugo               | Ignacio Mosqueda            |
| 1980             | Samuel Cabrera            | Israel Corredor         | Antônio Silvestre           |
| 1981             | Héctor Dubón              | Alexis Villalobos       | Miguel Arias                |
| 1982             | Rafael Tolosa             | Martín Ramírez          | Jesús María Segura          |
| 1983             | Víctor Castañeda          | Héctor Patarroyo        | Glenn Sanders               |
| 1984             | Edín Roberto Nova         | Antonio Londoño         | Óscar de Jesús Vargas       |
| 1985             | Héctor Patarroyo          | Robenson Pacheco        | Andrés Brenes               |
| 1986             | Josué López               | Juan Carlos Arias       | Marco Quezada               |
| 1987             | Orlando Castillo          | Jair Bernal             | Dubán Ramírez               |
| 1988             | Edín Roberto Nova         | Leonardo Obispo         | Luis Morera                 |
| 1989             | Dinael Vargas             | Edín Roberto Nova       | Jair Bernal                 |
| 1990             | Adolfo Rico               | Raúl Gómez              | Edín Roberto Nova           |
| 1991             | Andrés Brenes             | Gustavo Mesén           | Alfredo Zamora              |
| 1992             | José Castelblanco         | Jair Bernal             | Hugo Bolívar                |
| 1993             | José Robles López         | Luis Cárdenas           | José Castelblanco           |
| 1994             | Eliecer Valdés            | Adolfo Rico             | José Ibáñez                 |
| 1995             | Jairo Hernández           | Ismael Sarmiento        | Luis Cárdenas               |
| 1996             | Graciano Fonseca          | Ismael Sarmiento        | Raúl Gómez                  |
| 1997             | Rodolfo Muj               | John Lieswyn            | José Robles López           |
| 1998             | Ismael Sarmiento          | Ubaldo Mesa             | Julio César Rangel          |
| 1999             | Fernando Wilfredo Escobar | Luis Orán Castañeda     | Miguel Arroyo               |
| 2000             | Fermín Méndez             | Gregorio Ladino         | Alexis Rojas                |
| 2001             | Gregorio Ladino           | Ismael Sarmiento        | Álvaro Lozano               |
| 2002             | Víctor Hugo González      | Daniel Bernal           | Amílcar Gramajo             |
| 2003             | César Salazar             | Julio César Rangel      | Mauricio Ortega             |
| 2004             | Paulo Vargas              | Gregorio Ladino         | Carlos Maya                 |
| 2005 Non disputé |                           |                         |                             |
| 2006             | Juan Carlos Rojas         | Hernán Darío Muñoz      | Juan Alberto Solís          |
| 2007             | Carlos López González     | Rafael Montiel          | Carlos José Ochoa           |
| 2008             | Manuel Medina             | Johnny Morales          | Eduin Becerra               |
| 2009             | Juan Carlos Rojas         | Ismael Sarmiento        | Manuel Medina               |
| 2010             | Giovanni Báez             | Juan Pablo Suárez       | Francisco Colorado          |
| 2011 Non disputé |                           |                         |                             |
| 2012             | Ramiro Rincón             | Freddy Piamonte         | Román Villalobos            |
| 2013             | Óscar Sánchez             | Jonathan Millán         | Sebastián Tamayo            |
| 2014             | Alex Cano                 | Francisco Colorado      | Óscar Sevilla               |
| 2015             | Román Villalobos          | Jahir Pérez             | Manuel Rodas                |
| 2016             | Román Villalobos          | Manuel Rodas            | Víctor García               |
| 2017             | Manuel Rodas              | Alfredo Ajpacajá        | Alder Torres                |
| 2018             | Alfredo Ajpacajá          | Manuel Rodas            | Jonathan de León            |
| 2019             | Manuel Rodas              | Alfredo Ajpacajá        | Mardoqueo Vásquez           |
| 2020             | Mardoqueo Vásquez         | Santiago Ordóñez        | Byron Guamá                 |
| 2021 Non disputé |                           |                         |                             |
| 2022             | Mardoqueo Vásquez         | Jahir Pérez             | Santiago Montenegro         |
| 2023             | Gerson Toc                | Byron Guamá             | Stalin Puentestar           |
| 2024             | Robinson López            | Mardoqueo Vásquez       | David Gonzalez              |

### Victoires par pays
| Victoires | Pays               |
| --------- | ------------------ |
| 26        | Colombie           |
| 21        | Guatemala          |
| 6         | Costa Rica Espagne |
| 2         | Mexique            |
| 1         | Cuba Venezuela     |

## Vuelta de la Juventud Guatemala
Un Tour du Guatemala réservé aux cyclistes de moins de 23 ans est également organisé.
| Année     | Vainqueur             | Deuxième          | Troisième                |
| --------- | --------------------- | ----------------- | ------------------------ |
| 1962      | Jaime Duarte          |                   |                          |
| 1963      | Marco Tulio Segura    |                   |                          |
| 1964      | Wenceslao Barillas    |                   |                          |
| 1965      | Benigno Rustrián      |                   |                          |
| 1966-1968 | Pas organisé          | Pas organisé      | Pas organisé             |
| 1969      | Hugo Aguilar          |                   |                          |
| 1970      | César Augusto del Cid |                   |                          |
| 1971      | Jorge Flores          |                   |                          |
| 1972      | Francisco Santos      |                   |                          |
| 1973      | Federico Marroquín    |                   |                          |
| 1974      | Víctor Morales        |                   |                          |
| 1975      | Juan Aguilar          |                   |                          |
| 1976      | Juan Osorio           |                   |                          |
| 1977      | Ignacio Mosquera      |                   |                          |
| 1978      | Ricardo Hurtarte      |                   |                          |
| 1979      | René Ortiz            |                   |                          |
| 1980      | Celestino Gonon       |                   |                          |
| 1981      | Encarnación Juárez    |                   |                          |
| 1982      | Max Leiva (en)        |                   |                          |
| 1983      | Sergio Pineda         |                   |                          |
| 1984      | Juan Torres           |                   |                          |
| 1985      | Olman Ramírez         |                   |                          |
| 1986      | Víctor Lechuga (en)   |                   |                          |
| 1987      | Edgar López           |                   |                          |
| 1988      | Henry Cordova         |                   |                          |
| 1989      | Otto Otzoy            |                   |                          |
| 1990      | Mario Saquic          |                   |                          |
| 1991      | Antón Villatoro (de)  |                   |                          |
| 1992      | Márlon Paniagua (en)  |                   |                          |
| 1993      | Juan Cucuy Taj        |                   |                          |
| 1994      | Fermín Méndez         |                   |                          |
| 1995      | Fernando Escobar      |                   |                          |
| 1996      | Federico Ramírez (es) | Fermín Méndez     | Rafael Galindo           |
| 1997      | Fermín Méndez         |                   |                          |
| 1998      | Fernando Escobar      |                   |                          |
| 1999      | Guillermo Torres      | Alberto Gramajo   | José Migdael Zeceña (de) |
| 2000      | Guillermo Torres      | Reldy Pérez       | Mackley Álvarez          |
| 2001      | Nieves Carrasco       | Luis Santizo      | Nery Velásquez           |
| 2002      | Nery Velásquez        |                   |                          |
| 2003      | Johnny Morales        |                   |                          |
| 2004      | Lizandro Ajcú         |                   |                          |
| 2005      | Johnny Morales        |                   |                          |
| 2006      | Julián Yac            | Juan Alvarado     | Manuel Rodas             |
| 2007      | Edgar Och             | Rolando Solomán   | Irwin Hernández          |
| 2008      | Fredy Colop           | Mario Archila     | Asbel Rodas              |
| 2009      | Asbel Rodas           | Alfredo Ajpacajá  | Fredy Colop              |
| 2010      | Dorian Monterroso     | Fredy Colop       | Giovanni Choto           |
| 2011      | Walter Escobar        | Alder Torres      | Londy Morales            |
| 2012      | Alder Torres          | Nervin Jiatz      | Dorian Monterroso        |
| 2013      | Nervin Jiatz          | Dorian Monterroso | Osman Chicol             |
| 2014      | Nervin Jiatz          |                   |                          |
| 2015      | Dorian Monterroso     | Osweli González   | Amílcar Méndez           |
| 2016      | Mardoqueo Vásquez     | Adolfo Vásquez    | Leonardo González        |
| 2017      | Yeison Rincón         | Adolfo Vásquez    | Luis López               |
| 2018      | Luis Jiménez          | Melvin Borón      | Fredy Toc                |
| 2019      | Luis López            | Fabián Cifuentes  | Fredy Toc                |
| 2020-2021 | Pas organisé          | Pas organisé      | Pas organisé             |
| 2022      | Wilson Chonay         | Bernardo Aguilar  | Edwin Sam                |
| 2023      | Fernando Guarán       | Max González      | Wilson Chonay            |
| 2024      | Juan Castillo         | Julián Alarcón    | Wilson Chonay            |